# Хезелтайн, Майкл
Достопочтенный Майкл Рэй Дибдин Хезелтайн, барон Хезелтайн (англ. Michael Ray Dibdin Heseltine, Baron Heseltine; род. 21 марта 1933, Суонси, Уэльс) — британский политик и бизнесмен, член Палаты общин (1966—2001), министр обороны Великобритании (1983—1986), заместитель премьер-министра Великобритании (1995—1997), член Консервативной партии. Тайный советник, пожизненный пэр и кавалер ордена Кавалеров Почёта.

## Биография
Родился в городе Суонси в Уэльсе. Окончил Оксфордский университет. Короткое время служил в армии.
В 1950-х годах стал соучредителем частной медиакомпании «Cornmarket Press», которая работала в индустрии СМИ. В 1964 году партнеры разделили свой бизнес и из половины медиабизнеса, доставшегося Хезелтайну, была создана компания «Haymarket Press», которой Хезелтайн непосредственно управлял в 1964—1970 году. В 1960-х годах Хезелтайн разбогател и стал миллионером.
Затем Хезелтайн строил политическую карьеру, занимая посты в правительстве Великобритании, и к непосредственному управлению своей компанией Haymarket Media Group вернулся лишь в 1999 году.
Он считается одним из 200 самых богатых людей Великобритании — в 2004 году состояние Хезелтайна составляло около 240 млн фунтов стерлингов.

## Политическая карьера
На всеобщих парламентских выборах 1966 года Хезелтайн впервые был избран членом Палаты общин парламента Великобритании от избирательного округа Тависток в графстве Девон. В 1970 году вновь был переизбран от этого же избирательного округа.
С 1970 по 1974 год занимал младшие министерские посты в правительстве консерватора Эдварда Хита.
На парламентских выборах 1974 года вновь был избран членом Палаты общин как представитель Консервативной партии Великобритании, но уже от избирательного округа Хенли в графстве Оксфордшир, и после этого ещё пять раз переизбирался от этого же округа вплоть до 2001 года.
С 1979 по 1983 год был министром охраны окружающей среды в кабинете министров Маргарет Тэтчер.
С 1983 по 1986 год занимал пост министра обороны Великобритании, но в 1986 году вынужден был уйти в отставку.
Позже Хезелтайн стал сильно критиковать правительство Тэтчер и отказался поддержать подушный налог, введённый правительством Тэтчер в 1989 году. В ноябре 1990 года Хезелтайн оспорил лидерство Тэтчер в Консервативной партии и боролся за это лидерство, что привело к отставке Тэтчер, но Хезелтайн так и не стал лидером данной партии, проиграв Джону Мейджору.
Новый премьер-министр консерватор Джон Мейджор вновь назначил Хезелтайна на пост министра охраны окружающей среды (1990—1992), затем он стал президентом совета по торговле (1992—1995) и заместителем премьер-министра Великобритании (1995—1997).
С 12 июля 2001 года Майкл Хезелтайн оставил место в Палате общин и вошёл в Палату лордов.

## Титулы и награды
- С 1966 года является депутатом парламента Великобритании.
- — в 1997 году был награждён и стал кавалером британского ордена Кавалеров Почёта.
- — 12 июля 2001 года ему было пожаловано пожизненное пэрство и он стал заседать в Палате лордов как барон Хезелтайн из Тенфорда[англ.][2]; кроме того, после этого он был избран и вошёл в Тайный совет Великобритании.